# اندیئی (اوتو-سووا)
اندیئی (به فرانسوی: Andilly) یک کمون در فرانسه است که در canton of Cruseilles واقع شده‌است. اندیئی ۶٫۰۷ کیلومتر مربع مساحت دارد ۷۳۵ متر بالاتر از سطح دریا واقع شده‌است.